# Canberra
Canberra je glavni grad Australije i s 333.940 stanovnika (2006.) najveći grad australske unutrašnjosti. Nalazi se na Teritoriju australskoga glavnog grada (Australian Capital Territory), području pod upravom savezne vlade, izdvojenom iz australske savezne države Novi Južni Wales godine 1911. Grad je udaljen 280 km od Sydneya i 650 km od Melbournea.
Mjesto za izgradnju grada odabrano je 1908. godine sporazumom između Sydneya i Melbournea. Na međunarodnom natječaju za dizajn grada, koji je raspisala australska vlada, pobijedili su arhitekti iz Chicaga, Walter Burley Griffin i Marion Mahony Griffin. Izgradnja je započela 12. ožujka 1913. godine, te se taj datum uzima kao datum osnutka grada. Pobjednički dizajn je bio obilježen velikom količinom zelenila i stapanjem urbanog s prirodnim okolišom, što je jedan od najranijih primjera takve vrste gradnje u svijetu. Canberra se u punoj mjeri razvila tek nakon Drugog svjetskog rata.
Zbog toga što je sjedište australske vlade, u Canberri se nalaze parlament, vrhovni sud, državna riznica te mnoga ministarstva i vladine agencije. Najveći dio populacije radi u vladinim uredima. Brojni su muzeji i galerije, kao što su Australska državna galerija ("National Gallery of Australia") i Australski državni muzej ("National Museum of Australia").

## Poznate osobe
- Josip Šimunić (1978.), bivši hrvatski nogometni reprezentativac

## Vanjske poveznice
- Službena stranica
- Fotografije Canberre  Arhivirana inačica izvorne stranice od 8. srpnja 2006. (Wayback Machine)
- Turistički ured Canberre

### Ostali projekti
|  | Zajednički poslužitelj ima još gradiva o temi Canberra |